# Meridian, Mississippi
Meridian är en stad (city) i Lauderdale County i delstaten Mississippi i USA. Staden hade 35 052 invånare, på en yta av 141,17 km² (2020). Meridian är administrativ huvudort (county seat) i Lauderdale County.

## Historia
Området som idag är Meridian var från början bebott av choctawindianer, vilka accepterade att lämna området genom Treaty of Dancing Rabbit Creek 1830. Vita bosättare flyttade snart till området, varav den första var Richard McLemore från Virginia som försökte locka dit folk genom att erbjuda gratis mark.
År 1854 valdes platsen ut som en knutpunkt mellan Mobile and Ohio Railroad och Vicksburg and Montgomery Railroad. Namnet Meridian valdes av en bosättare som trodde att begreppet åsyftade "knutpunkt" eller möjligtvis "zenit". Meridian inkorporerades som stad år 1860. I början av 1860-talet bodde dock endast omkring 15 familjer i samhället.
Det amerikanska inbördeskriget bröt ut strax efter att staden inkorporerades, och stadens strategiska position vid järnvägsknuten gjorde att Sydstaterna förlade ett vapenförråd, militärsjukhus, krigsfångeläger samt ett högkvarter för flera av statens kontor dit. Efter slaget vid Vicksburg 1863, då Nordstaterna lyckades överta Vicksburg och bränna ner delstatens huvudstad, Jackson, förflyttade sig Nordstaternas armé under general William Tecumseh Sherman österut. I februari 1864 nådde Shermans trupper Meridian, där de förstörde järnvägarna och brände ner stora delar av området till grunden. Efter genomförandet av aktionen har Sherman tillskrivits: "Meridian finns inte längre" (engelska: "Meridian no longer exists").
Trots dessa händelser reparerades järnvägarna vid Meridian på 26 arbetsdagar, och staden fortsatte att växa. Meridian fick något av en guldålder omkring sekelskiftet 1900. Mellan 1890 och 1930 var Meridian Mississippis största stad och blev ett ledande centrum för tillverkningsindustri. Mycket av det som idag utgör Meridian byggdes under denna tid, bland annat Grand Opera House, vilket öppnade 1890. År 1900 hade staden omkring 25 000 invånare.
Efter sekelskiftet byggdes ett Carnegiebibliotek i staden, vilket numera är det kommunala konstmuseet. Senare blev Threefoot Building, Meridians högsta skyskrapa, ett viktigt art déco-arkitektlandmärke. Idag har staden nio separata historiska distrikt och områden, samt har den största samlingen av historiska byggnader i sin stadskärna i hela Mississippi.

## Demografi
Vid folkräkningen 2020 hade Meridian 35 052 invånare och 15 947 hushåll, vilket gör den till delstatens 8:e största stad. Befolkningstätheten var 252 invånare per kvadratkilometer. Av befolkningen var 28,71 % vita, 65,79 % svarta/afroamerikaner, 0,20 % ursprungsamerikaner, 1,04 % asiater, 0,07 % oceanier, 1,38 % från andra raser samt 2,81 % från två eller flera raser. 2,27 % av befolkningen var latinamerikaner.
Enligt en beräkning från 2019 var medianinkomsten per hushåll $32 422 och medianinkomsten för en familj var $42 303. Omkring 27,1 % av invånarna levde under fattigdomsgränsen.

## Transport
Amtraks Crescent train kopplar samman Meridian med städerna New York, Philadelphia, Baltimore, Washington, Charlotte, Atlanta, Birmingham och New Orleans.
Sydväst om staden ligger Meridian Regional Airport, en liten flygplats som har avgångar till Houston genom United Airlines.

## Media
I Meridian ges Meridian Star ut dagligen, sedan 1898.